# سيدني شيبرد
سيدني شيبرد (23 أغسطس 1908 - 20 ديسمبر 1987) (بالإنجليزية: Sydney Shepherd)‏ هو لاعب كريكت بريطاني (وحمل سابقاً جنسية المملكة المتحدة لبريطانيا العظمى وأيرلندا).

## وصلات خارجية
- سيدني شيبرد على موقع إي آس بي آن كريك إنفو (الإنجليزية)